# DS Automobiles
DS — премиальный бренд автомобилей компании PSA Peugeot Citroën. Бренд DS впервые был анонсирован в начале 2009 года как премиальный суббренд Citroën, добавленный к некоторым моделям.
DS является аббревиатурой от «Different Spirit» (рус. Иной дух) или «Distinctive Series» (рус. Отличительная серия), хотя очевидна и ссылка на исторический автомобиль Citroën DS. Название также является игрой слов. DS (de-es) по-французски звучит так же, как слово déesse,(рус. Дээ́с), означающее «богиня».
Начиная с 2014 года (и с 2012 года в Китае) из линейки Citroën были исключены модели DS, а DS Automobiles продолжил работу как самостоятельный бренд.

## История
PSA Peugeot Citroën была образована в 1976 году путём слияния трёх автомобильных брендов: Peugeot, Citroën и Talbot. Однако компания не смогла достичь прибыльности из-за ценовой конкуренции с Chevrolet, Buick, Volkswagen и Audi, что привело к финансовым трудностям и ослаблению позиций на рынке.
Впоследствии концерн выделил люксовые бренды в отдельную категорию DS, что стало успешным шагом, в отличие от попыток Toyota c Lexus и Nissan c Infiniti, которые оказались менее эффективными. Оригинальный Citroën DS (1955-1975) является культовым дизайном, не связанным с современным брендом DS.
Первым автомобилем французского премиум-бренда стал компактный хетчбэк DS3 (изначально именовался Citroën DS3), выпущенный в начале 2010 года. Это малогабаритный автомобиль на основе новейшего Citroën C3. DS3 основан на концепции модели Citroën C3 Pluriel и концептуального автомобиля Citroën DS Inside и может настраиваться с различными цветами крыши, которые могут контрастировать с панелями кузова. Он был назван автомобилем года 2010 журналом Top Gear. В 2013 году Citroën DS3 снова стал самым продаваемым супер компактным автомобилем премиум-класса в Европе с рыночной долей в 40%.
Серия DS тесно связана с Citroën, поскольку DS4, запущенный в 2010 году, основан на концептуальном автомобиле Citroën Hypnos 2008 года, а DS5, запущенный в следующем 2011 году, основан на концепт-каре Citroën C-SportLounge 2005 года.
По словам генерального директора PSA Peugeot Citroën Карлоса Тавареса, DS будет продолжать использовать те же платформы и представительства, что и другие модели PSA, но будет отличаться от автомобилей Citroën, используя «отдельные стандарты производства и техники».
С 2017 года выпускается DS 7, который используется как автомобиль президента Франции. В 2020 году был представлен DS 9, премиальный седан, который отсылает к модели Citroën DS.

## Модельный ряд
- DS 3
- DS 4
- DS 7
- DS 9
- DS N°8

### Снятые с производства
- DS 5
- DS 6

## Продажи
| Год  | Продаж в мире |
| ---- | ------------- |
| 2012 | 129 000       |
| 2013 | 122 694       |
| 2014 | 118 472       |
| 2015 | 102 335       |
| 2016 | 85 981        |
| 2017 | 52 860        |
| 2018 | 53 265        |